# 1747 Wright
För andra betydelser, se Wright (olika betydelser).
1747 Wright eller 1947 NH är en asteroid i huvudbältet som korsar Mars omloppsbana. Den upptäcktes 14 juli 1947 av den amerikanske astronomen Carl A. Wirtanen vid Lick Observatory. Den har fått sitt namn efter William H. Wright.
Asteroiden har en diameter på ungefär 6 kilometer.